# Hremeacika, Semenivka
Hremeacika (în ucraineană Грем'ячка) este un sat în comuna Halahanivka din raionul Semenivka, regiunea Cernihiv, Ucraina.

## Demografie
Componența lingvistică a localității Hremeacika
     Ucraineană (81,61%)
     Rusă (18,39%)
Conform recensământului din 2001, majoritatea populației localității Hremeacika era vorbitoare de ucraineană (81,61%), existând în minoritate și vorbitori de rusă (18,39%).